# Bou
Bou ist eine französische Gemeinde mit 1019 Einwohnern (Stand: 1. Januar 2022) im Département Loiret in der Region Centre-Val de Loire. Sie gehört zum Arrondissement Orléans und zum Kanton Saint-Jean-de-Braye. Die Einwohner werden Boumien(ne)s genannt.

## Geographie
Bou liegt rund acht Kilometer südöstlich von Orléans am Nordufer der Loire. Nachbargemeinden sind Chécy im Norden und Nordwesten, Mardié im Norden und Nordosten, Jargeau im Osten und Südosten sowie Sandillon im Süden und Westen.

## Bevölkerungsentwicklung
| Jahr      | 1962 | 1968 | 1975 | 1982 | 1990 | 1999 | 2006 | 2018 |
| Einwohner | 415  | 499  | 567  | 580  | 705  | 846  | 911  | 980  |

## Sehenswürdigkeiten

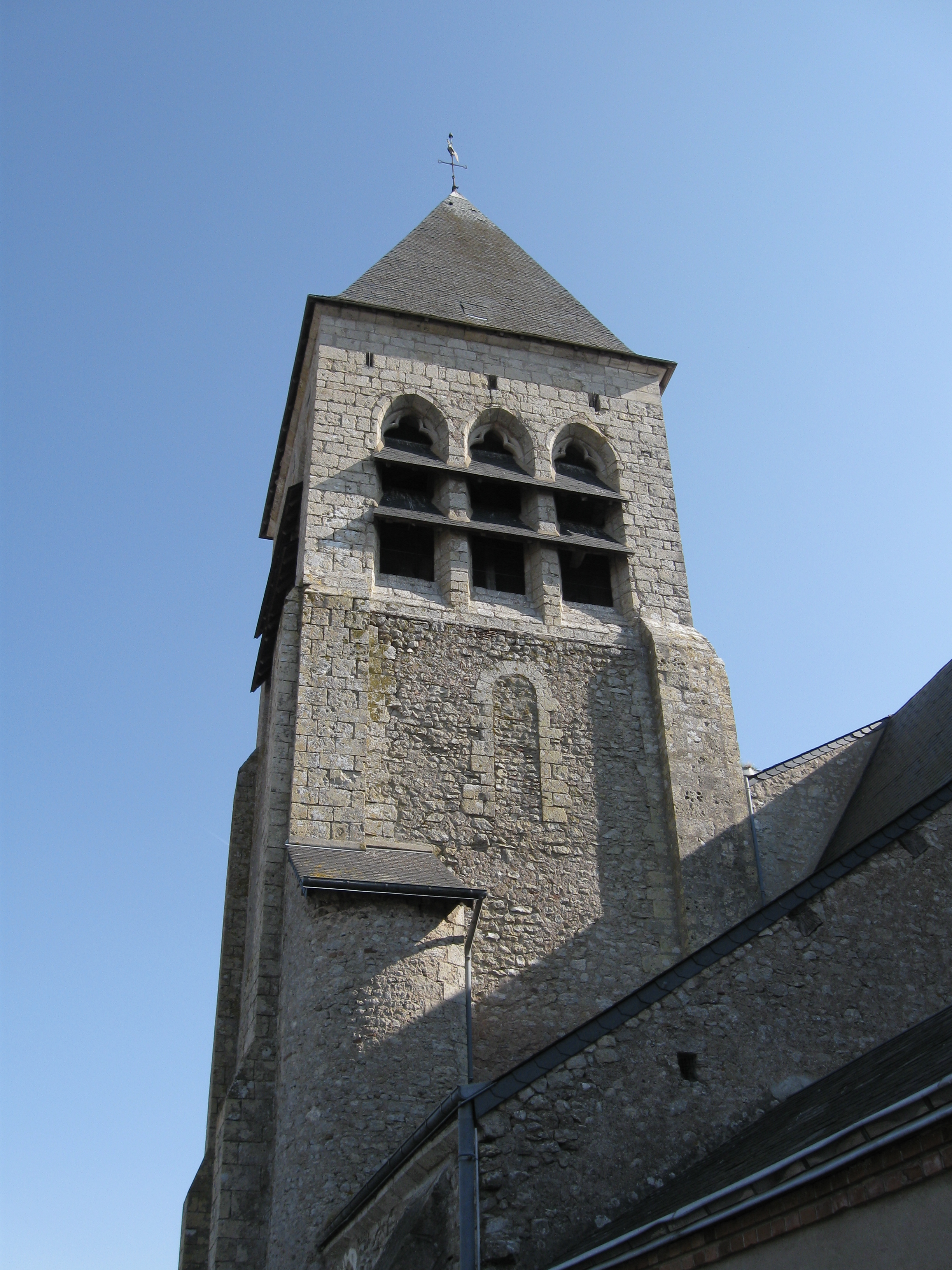
Kirche Saint-Georges

- Kirche Saint-Georges aus dem 11. Jahrhundert mit Umbauten aus dem 12. und 15. Jahrhundert, seit 1922/1935 teilweise Monument historique
- Alte Destillerie

## Persönlichkeiten
- Julien Palma (* 1993), Bahnradsportler